# غاري ماكوي
غاري ماكوي (بالإنجليزية: Garry McCoy)‏ مواليد 18 أبريل 1972 في سيدني، هو متسابق دراجات نارية أسترالي. نافس في بطولة العالم للسوبربايك وبطولة العالم للسوبرسبورت وبطولة العالم للموتو جي بي.

## وصلات خارجية
- غاري ماكوي على موقع MotoGP.com (الإنجليزية)
- غاري ماكوي على موقع WorldSBK.com (الإنجليزية)

- الموقع الإلكتروني